# Каанен, Тон
Тон Канен (нидерл. Ton Kaanen; 18 марта 1966, Гелен, Нидерланды) — нидерландский футбольный тренер.

## Биография
Закончил коммерческий колледж в городе Ситтард. Играл за команды «Квик-08» (Голландия) и «Мехелен-Веллен» (Бельгия). В 1999 году возглавил команду ФК «Гелен-Зюд» (четвёртая лига), а с 2001 по 2003 был директором детской школы, и главным тренером второй команды «Рода».
С 2003 по 2004 работал в донецком «Металлурге», а с 2005 по 2006 тренировал израильские команды «Бейтар» (Иерусалим), «Маккаби» (Тель-Авив) и «Маккаби» (Нетания). Из последнего клуба Тон Канен был уволен так и не проработав в нём ни дня. Причиной увольнений голландца из израильских клубов пресса называет его сексуальные домогательства жены тренера «Бейтара».
После ухода из Нетании он был близок к подписанию договора с «Бней-Сахнином», покинувшим высшую лигу чемпионата Израиля.
В июле 2006 года подписал контракт с алчевской «Сталью», итогом его работы к концу сезона стал вылет «Стали» в Первую лигу.